# Russische und sowjetische Kriegsgräberstätten im Kreis Dithmarschen
Im Kreis Dithmarschen gibt es in 17 Orten russische und sowjetische Kriegsgräberstätten aus beiden Weltkriegen. Diese Gräber liegen sehr oft am äußersten Rand eines Friedhofs und sind schwer zu finden. Das Gräbergesetz in Deutschland garantiert die Unverletzlichkeit dieser Gräber. Deshalb sind sie manchmal auch als Einzelgrabanlage auf ansonsten abgeräumten Gräberfeldern zu finden. Die Kosten für die Grabpflege übernimmt die Bundesrepublik.

## Liste
| Bild           | Ort                 | Lage Anm. 1                                           | Adresse                                                                | Weblink Anm. 2 |
| -------------- | ------------------- | ----------------------------------------------------- | ---------------------------------------------------------------------- | --- |
|                | Albersdorf          | 54° 8′ 57″ N, 9° 16′ 54″ O                            | Kapellenplatz Evangelischer Friedhof (Kriegsgräberstätte 1. Weltkrieg) | Grabstätte für 28 russische Kriegsgefangene des Ersten Weltkriegs. Albersdorf (Kriegsgefangene), Kreis Dithmarschen, Schleswig-Holstein                                     |
|                | Albersdorf          | 54° 8′ 56″ N, 9° 16′ 54″ O 54° 8′ 56″ N, 9° 16′ 54″ O | Kapellenplatz Evangelischer Friedhof (Grabanlage)                      | Grabstätte für 26 sowjetische Kriegsgefangene, die in der Zwangsarbeit verstarben. Albersdorf (Kriegsgefangene), Kreis Dithmarschen, Schleswig-Holstein                     |
| weitere Bilder | Brunsbüttel         | 53° 54′ 12″ N, 9° 8′ 32″ O                            | Wurtleutetweute Paulus-Friedhof (Kriegsgräberstätte 1. Weltkrieg)      | Grab eines russischen Kriegsgefangenen des Ersten Weltkriegs. |
| weitere Bilder | Brunsbüttel         | 53° 54′ 12″ N, 9° 8′ 34″ O                            | Wurtleutetweute Paulus-Friedhof (Grabanlage)                           | Grabstätte für 18 sowjetische Opfer des Zweiten Weltkriegs. |
|                | Büsum               | 54° 8′ 10″ N, 8° 52′ 0″ O                             | Heider Straße Neuer Friedhof (Grabanlage)                              | Grabstätte für 13 sowjetische Opfer des Zweiten Weltkriegs. Büsum (Neuer Friedhof: Kriegsgräberstätte), Kreis Dithmarschen, Schleswig-Holstein                              |
|                | Eddelak             | 53° 56′ 50″ N, 9° 8′ 5″ O                             | Norderstraße Gemeindefriedhof (Grabanlage)                             | Grab eines sowjetischen Opfers des Zweiten Weltkriegs. |
|                | Gudendorf           | 54° 1′ 7″ N, 9° 6′ 18″ O                              | Vierthstraße Russischer Ehrenfriedhof (Grabanlage)                     | Grabstätte für mindestens 2.712 sowjetische Kriegsgefangene und Zwangsarbeiter, die im Sterbelager des Stalag X / A umgekommen sind, darunter 53 namentlich bekannte Opfer. |
|                | Hennstedt           | 54° 16′ 46″ N, 9° 9′ 43″ O                            |                                                                        | Zwei Gedenksteine auf dem Friedhof von Hennstedt für die verstorbenen Kriegsgefangenen.                                                                                     |
|                | Heide               | 54° 12′ 2″ N, 9° 5′ 49″ O                             | Lobeskampweg Friedhof (Kriegsgräberstätte 1. Weltkrieg)                | Grabstätte für vier russische Kriegsgefangene des Ersten Weltkriegs. |
|                | Heide               | 54° 11′ 4″ N, 9° 5′ 1″ O                              | Lobeskampweg Friedhof St. Johannes (Grabanlage)                        | Grabstätte für 14 sowjetische Opfer des Zweiten Weltkriegs. |
|                | Heide               | 54° 10′ 45″ N, 9° 5′ 44″ O                            | Westermoorweg Friedhof (Grabanlage)                                    | Grabstätte für etwa 100 Kriegsgefangene und Zwangsarbeiter. |
|                | Heide               | 54° 11′ 4″ N, 9° 4′ 53″ O                             | Friedensstraße Südfriedhof (Grabanlage)                                | Grabstätte für 18 sowjetische Kriegsgefangene und Zwangsarbeiter. |
|                | Marne               | 53° 57′ 16″ N, 9° 0′ 59″ O                            | Österstraße Evangelischer Friedhof (Grabanlage)                        | Grabstätte für zwei sowjetische Opfer des Zweiten Weltkriegs. Marne (Russengräber), Kreis Dithmarschen, Schleswig-Holstein                                                  |
|                | Kronprinzenkoog     | 53° 58′ 14″ N, 8° 57′ 51″ O                           | Kirchenstraße Evangelischer Friedhof (Grabanlage)                      | Grabstätte für drei sowjetische Opfer des Zweiten Weltkriegs |
|                | Meldorf             | 54° 5′ 33″ N, 9° 4′ 32″ O                             | Kampstraße Evangelischer Friedhof (Grabanlage)                         | Grabstätte für mindestens vier sowjetische Zwangsarbeiter. |
|                | Neuenkirchen        | 54° 14′ 14″ N, 8° 59′ 21″ O                           | Alte Dorfstraße Evangelischer Friedhof (Grabanlage)                    | Grabstätte für neun sowjetische Opfer des Zweiten Weltkriegs. |
|                | Osterrade           | 54° 11′ 46″ N, 9° 23′ 5″ O                            | Dörpswischweg Lagerfriedhof (Kriegsgräberstätte 1. Weltkrieg)          | Grabstätte für 55 russische Kriegsgefangene des Ersten Weltkriegs. |
|                | Sankt Michaelisdonn | 53° 58′ 47″ N, 9° 6′ 57″ O                            | Eddelaker Straße Friedhof (Grabanlage)                                 | Grabstätte für 19 sowjetische Opfer des Zweiten Weltkriegs. |
| ???            | Süderhastedt        | 54° 2′ 52″ N, 9° 12′ 26″ O                            | Schulstraße Evangelischer Friedhof (Kriegsgräberstätte 1. Weltkrieg)   | Grab eines russischen Kriegsgefangenen des Ersten Weltkriegs. |
| ???            | Süderhastedt        | 54° 2′ 52″ N, 9° 12′ 26″ O                            | Schulstraße Evangelischer Friedhof (Grabanlage)                        | Grab eines sowjetischen Opfers des Zweiten Weltkriegs. |
|                | Tellingstedt        | 54° 13′ 5″ N, 9° 16′ 24″ O                            | Kirchplatz Kirchhof (Kriegsgräberstätte 1. Weltkrieg)                  | Grabstätte für elf russische Kriegsgefangene des Ersten Weltkriegs. |
|                | Wesselburen         | 54° 12′ 44″ N, 8° 55′ 38″ O                           | Dohrnstraße Evangelischer Friedhof (Grabanlage)                        | Grabstätte für 36 sowjetische Kriegsgefangene und Zwangsarbeiter. |
|                | Lunden              | 54° 19′ 25″ N, 9° 1′ 41″ O                            | Evangelischer Friedhof / Kirchhof (Grabanlage)                         | Grabstätte für vier sowjetische Zwangsarbeiter. |
|                | Hennstedt           | 54° 16′ 47″ N, 9° 9′ 43″ O                            | Soldatenfriedhof (Kriegsgräberstätte 1. Weltkrieg)                     | Grabstätte für vier russische Kriegsgefangene des Ersten Weltkriegs. |